# Élections municipales de 2026 dans les Hauts-de-Seine
Pour un article plus général, voir Élections municipales françaises de 2026.
Les élections municipales dans les Hauts-de-Seine sont prévues en mars 2026. Cette page traite de toutes les communes des Hauts-de-Seine.

## Résultats à l'échelle du département

### Maires sortants et maires élus
| Commune               | Population (en 2022) | Maire sortant(e)           | Parti | Parti | Maire élu(e) | Parti | Parti |
| --------------------- | -------------------- | -------------------------- | ----- | ----- | ------------ | ----- | ----- |
| Antony                | 64 026               | Jean-Yves Sénant           |       | LR    |              |       |       |
| Asnières-sur-Seine    | 91 457               | Manuel Aeschlimann         |       | LR    |              |       |       |
| Bagneux               | 43 647               | Marie-Hélène Amiable       |       | PCF   |              |       |       |
| Bois-Colombes         | 29 376               | Yves Révillon              |       | LR    |              |       |       |
| Boulogne-Billancourt  | 120 205              | Pierre-Christophe Baguet   |       | LR    |              |       |       |
| Bourg-la-Reine        | 21 140               | Patrick Donath             |       | UDI   |              |       |       |
| Châtenay-Malabry      | 35 490               | Carl Segaud                |       | LR    |              |       |       |
| Châtillon             | 36 224               | Nadège Azzaz               |       | PS    |              |       |       |
| Chaville              | 20 198               | Jean-Jacques Guillet       |       | DVD   |              |       |       |
| Clamart               | 56 882               | Yves Coscas                |       | LR    |              |       |       |
| Clichy                | 65 102               | Rémi Muzeau                |       | LR-SL |              |       |       |
| Colombes              | 90 692               | Patrick Chaimovitch        |       | LÉ    |              |       |       |
| Courbevoie            | 81 945               | Jacques Kossowski          |       | LR    |              |       |       |
| Fontenay-aux-Roses    | 24 586               | Laurent Vastel             |       | UDI   |              |       |       |
| Garches               | 17 705               | Jeanne Bécart              |       | LR    |              |       |       |
| La Garenne-Colombes   | 29 828               | Monique Raimbault          |       | LR    |              |       |       |
| Gennevilliers         | 50 874               | Patrice Leclerc            |       | PCF   |              |       |       |
| Issy-les-Moulineaux   | 67 695               | André Santini              |       | UDI   |              |       |       |
| Levallois-Perret      | 68 412               | Agnès Pottier-Dumas        |       | LR    |              |       |       |
| Malakoff              | 30 183               | Jacqueline Belhomme        |       | PCF   |              |       |       |
| Marnes-la-Coquette    | 1 758                | Christiane Barody-Weiss    |       | DVD   |              |       |       |
| Meudon                | 46 722               | Denis Larghero             |       | UDI   |              |       |       |
| Montrouge             | 46 273               | Étienne Lengereau          |       | UDI   |              |       |       |
| Nanterre              | 98 119               | Raphaël Adam               |       | DVG   |              |       |       |
| Neuilly-sur-Seine     | 59 200               | Jean-Christophe Fromantin  |       | TEM   |              |       |       |
| Le Plessis-Robinson   | 28 893               | Philippe Pemezec           |       | LR    |              |       |       |
| Puteaux               | 44 198               | Joëlle Ceccaldi-Raynaud    |       | LR    |              |       |       |
| Rueil-Malmaison       | 80 842               | Patrick Ollier             |       | LR    |              |       |       |
| Saint-Cloud           | 29 859               | Éric Berdoati              |       | DVD   |              |       |       |
| Sceaux                | 20 740               | Philippe Laurent           |       | UDI   |              |       |       |
| Sèvres                | 22 782               | Grégoire de La Roncière    |       | DVD   |              |       |       |
| Suresnes              | 48 932               | Guillaume Boudy            |       | HOR   |              |       |       |
| Vanves                | 28 507               | Bernard Gauducheau         |       | UDI   |              |       |       |
| Vaucresson            | 8 506                | Véronique Jacqueline-Colas |       | SE    |              |       |       |
| Ville-d'Avray         | 10 871               | Aline de Marcillac         |       | SE    |              |       |       |
| Villeneuve-la-Garenne | 25 566               | Pascal Pelain              |       | UDI   |              |       |       |

### Résultats en nombre de maires
| Partis       | Partis                               | Maires sortants | Maires élus | Évolution |
| ------------ | ------------------------------------ | --------------- | ----------- | --------- |
|              | Les Républicains                     | 13              |             |           |
|              | Divers droite                        | 4               |             |           |
|              | Les Républicains-Soyons libres       | 1               |             |           |
|              | Territoires en mouvement             | 1               |             |           |
| Total droite | Total droite                         | 19              |             |           |
|              | Union des démocrates et indépendants | 8               |             |           |
|              | Horizons                             | 1               |             |           |
| Total centre | Total centre                         | 9               |             |           |
|              | Parti communiste français            | 3               |             |           |
|              | Divers gauche                        | 1               |             |           |
|              | Les Écologistes                      | 1               |             |           |
|              | Parti socialiste                     | 1               |             |           |
| Total gauche | Total gauche                         | 6               |             |           |
|              | Sans étiquette                       | 2               |             |           |
| Total        | Total                                | 36              | 36          | -         |

## Résultats dans les communes

### Antony
- Maire sortant : Jean-Yves Sénant (LR)
- 49 sièges à pourvoir au conseil municipal (population légale 2022 : 64 026 habitants)
- 1 siège à pourvoir au conseil communautaire (Métropole du Grand Paris)
- Pour mémoire, 13 sièges à pourvoir au conseil de territoire (EPT Vallée Sud Grand Paris)

| Tête de liste | Tête de liste | Parti(s) | Nuance | Premier tour | Premier tour | Second tour | Second tour | Sièges | Sièges |
| Tête de liste | Tête de liste | Parti(s) | Nuance | Voix         | %            | Voix        | %           | CM     | MGP    |
| ------------- | ------------- | -------- | ------ | ------------ | ------------ | ----------- | ----------- | ------ | ------ |

### Asnières-sur-Seine
- Maire sortant : Manuel Aeschlimann (LR)
- 53 sièges à pourvoir au conseil municipal (population légale 2022 : 91 457 habitants)
- 2 siège à pourvoir au conseil communautaire (Métropole du Grand Paris)
- Pour mémoire, 16 sièges à pourvoir au conseil de territoire (EPT Boucle Nord de Seine)

| Tête de liste            | Tête de liste       | Parti(s) | Nuance | Premier tour | Premier tour | Second tour | Second tour | Sièges | Sièges |
| Tête de liste            | Tête de liste       | Parti(s) | Nuance | Voix         | %            | Voix        | %           | CM     | MGP    |
| ------------------------ | ------------------- | -------- | ------ | ------------ | ------------ | ----------- | ----------- | ------ | ------ |
|                          | Manuel Aeschlimann, | LR       |        |              |              |             |             |        |        |
|                          |                     |          |        |              |              |             |             |        |        |
| Exprimés                 |                     |          |        |              |              |             |             |        |        |
| Votes blancs             |                     |          |        |              |              |             |             |        |        |
| Votes nuls               |                     |          |        |              |              |             |             |        |        |
| Total                    | Total               | Total    | Total  |              | 100          |             | 100         | 53     | 2      |
| Absentions               |                     |          |        |              |              |             |             |        |        |
| Inscrits / participation |                     |          |        |              |              |             |             |        |        |

### Bagneux
- Maire sortante : Marie-Hélène Amiable (PCF)
- 43 sièges à pourvoir au conseil municipal (population légale 2022 : 43 647 habitants)
- 1 siège à pourvoir au conseil communautaire (Métropole du Grand Paris)
- Pour mémoire, 8 sièges à pourvoir au conseil de territoire (EPT Vallée Sud Grand Paris)

| Tête de liste | Tête de liste | Parti(s) | Nuance | Premier tour | Premier tour | Second tour | Second tour | Sièges | Sièges |
| Tête de liste | Tête de liste | Parti(s) | Nuance | Voix         | %            | Voix        | %           | CM     | MGP    |
| ------------- | ------------- | -------- | ------ | ------------ | ------------ | ----------- | ----------- | ------ | ------ |

### Bois-Colombes
- Maire sortant : Yves Révillon (LR), ne se représente pas[2].
- 35 sièges à pourvoir au conseil municipal (population légale 2022 : 29 376 habitants)
- 1 siège à pourvoir au conseil communautaire (Métropole du Grand Paris)
- Pour mémoire, 5 sièges à pourvoir au conseil de territoire (EPT Boucle Nord de Seine)

| Tête de liste            | Tête de liste           | Parti(s) | Nuance | Premier tour | Premier tour | Second tour | Second tour | Sièges | Sièges |
| Tête de liste            | Tête de liste           | Parti(s) | Nuance | Voix         | %            | Voix        | %           | CM     | MGP    |
| ------------------------ | ----------------------- | -------- | ------ | ------------ | ------------ | ----------- | ----------- | ------ | ------ |
|                          | Pierre Crosnier Leconte | LR       |        |              |              |             |             |        |        |
|                          |                         |          |        |              |              |             |             |        |        |
| Exprimés                 |                         |          |        |              |              |             |             |        |        |
| Votes blancs             |                         |          |        |              |              |             |             |        |        |
| Votes nuls               |                         |          |        |              |              |             |             |        |        |
| Total                    | Total                   | Total    | Total  |              | 100          |             | 100         | 35     | 1      |
| Absentions               |                         |          |        |              |              |             |             |        |        |
| Inscrits / participation |                         |          |        |              |              |             |             |        |        |

### Boulogne-Billancourt
- Maire sortant : Pierre-Christophe Baguet (LR)
- 55 sièges à pourvoir au conseil municipal (population légale 2022 : 120 205 habitants)
- 3 sièges à pourvoir au conseil communautaire (Métropole du Grand Paris)
- Pour mémoire, 29 sièges à pourvoir au conseil de territoire (EPT Grand Paris Seine Ouest)

| Tête de liste            | Tête de liste             | Parti(s) | Nuance | Premier tour | Premier tour | Second tour | Second tour | Sièges | Sièges |
| Tête de liste            | Tête de liste             | Parti(s) | Nuance | Voix         | %            | Voix        | %           | CM     | MGP    |
| ------------------------ | ------------------------- | -------- | ------ | ------------ | ------------ | ----------- | ----------- | ------ | ------ |
|                          | Pierre-Christophe Baguet, | LR       |        |              |              |             |             |        |        |
|                          |                           |          |        |              |              |             |             |        |        |
| Exprimés                 |                           |          |        |              |              |             |             |        |        |
| Votes blancs             |                           |          |        |              |              |             |             |        |        |
| Votes nuls               |                           |          |        |              |              |             |             |        |        |
| Total                    | Total                     | Total    | Total  |              | 100          |             | 100         | 55     | 3      |
| Absentions               |                           |          |        |              |              |             |             |        |        |
| Inscrits / participation |                           |          |        |              |              |             |             |        |        |

### Bourg-la-Reine
- Maire sortant : Patrick Donath (UDI)
- 35 sièges à pourvoir au conseil municipal (population légale 2022 : 21 140 habitants)
- 1 siège à pourvoir au conseil communautaire (Métropole du Grand Paris)
- Pour mémoire, 4 sièges à pourvoir au conseil de territoire (EPT Vallée Sud Grand Paris)

| Tête de liste            | Tête de liste   | Parti(s) | Nuance | Premier tour | Premier tour | Second tour | Second tour | Sièges | Sièges |
| Tête de liste            | Tête de liste   | Parti(s) | Nuance | Voix         | %            | Voix        | %           | CM     | MGP    |
| ------------------------ | --------------- | -------- | ------ | ------------ | ------------ | ----------- | ----------- | ------ | ------ |
|                          | Patrick Donath, | UDI      |        |              |              |             |             |        |        |
|                          |                 |          |        |              |              |             |             |        |        |
| Exprimés                 |                 |          |        |              |              |             |             |        |        |
| Votes blancs             |                 |          |        |              |              |             |             |        |        |
| Votes nuls               |                 |          |        |              |              |             |             |        |        |
| Total                    | Total           | Total    | Total  |              | 100          |             | 100         | 35     | 1      |
| Absentions               |                 |          |        |              |              |             |             |        |        |
| Inscrits / participation |                 |          |        |              |              |             |             |        |        |

### Châtenay-Malabry
- Maire sortant : Carl Segaud (LR)
- 39 sièges à pourvoir au conseil municipal (population légale 2022 : 35 490 habitants)
- 1 siège à pourvoir au conseil communautaire (Métropole du Grand Paris)
- Pour mémoire, 5 siège à pourvoir au conseil de territoire (EPT Vallée Sud Grand Paris)

| Tête de liste            | Tête de liste | Parti(s) | Nuance | Premier tour | Premier tour | Second tour | Second tour | Sièges | Sièges |
| Tête de liste            | Tête de liste | Parti(s) | Nuance | Voix         | %            | Voix        | %           | CM     | MGP    |
| ------------------------ | ------------- | -------- | ------ | ------------ | ------------ | ----------- | ----------- | ------ | ------ |
|                          | Carl Segaud,  | LR       |        |              |              |             |             |        |        |
|                          |               |          |        |              |              |             |             |        |        |
| Exprimés                 |               |          |        |              |              |             |             |        |        |
| Votes blancs             |               |          |        |              |              |             |             |        |        |
| Votes nuls               |               |          |        |              |              |             |             |        |        |
| Total                    | Total         | Total    | Total  |              | 100          |             | 100         | 39     | 1      |
| Absentions               |               |          |        |              |              |             |             |        |        |
| Inscrits / participation |               |          |        |              |              |             |             |        |        |

### Châtillon
- Maire sortante : Nadège Azzaz (PS)
- 39 sièges à pourvoir au conseil municipal (population légale 2022 : 36 224 habitants)
- 1 siège à pourvoir au conseil communautaire (Métropole du Grand Paris)
- Pour mémoire, 7 sièges à pourvoir au conseil de territoire (EPT Vallée Sud Grand Paris)

| Tête de liste            | Tête de liste | Parti(s) | Nuance | Premier tour | Premier tour | Second tour | Second tour | Sièges | Sièges |
| Tête de liste            | Tête de liste | Parti(s) | Nuance | Voix         | %            | Voix        | %           | CM     | MGP    |
| ------------------------ | ------------- | -------- | ------ | ------------ | ------------ | ----------- | ----------- | ------ | ------ |
|                          | Nadège Azzaz, | PS       |        |              |              |             |             |        |        |
|                          |               |          |        |              |              |             |             |        |        |
| Exprimés                 |               |          |        |              |              |             |             |        |        |
| Votes blancs             |               |          |        |              |              |             |             |        |        |
| Votes nuls               |               |          |        |              |              |             |             |        |        |
| Total                    | Total         | Total    | Total  |              | 100          |             | 100         | 39     | 1      |
| Absentions               |               |          |        |              |              |             |             |        |        |
| Inscrits / participation |               |          |        |              |              |             |             |        |        |

### Chaville
- Maire sortant : Jean-Jacques Guillet (DVD)
- 35 sièges à pourvoir au conseil municipal (population légale 2022 : 20 198 habitants)
- 1 siège à pourvoir au conseil communautaire (Métropole du Grand Paris)
- Pour mémoire, 4 sièges à pourvoir au conseil de territoire (EPT Grand Paris Seine Ouest)

| Tête de liste | Tête de liste | Parti(s) | Nuance | Premier tour | Premier tour | Second tour | Second tour | Sièges | Sièges |
| Tête de liste | Tête de liste | Parti(s) | Nuance | Voix         | %            | Voix        | %           | CM     | MGP    |
| ------------- | ------------- | -------- | ------ | ------------ | ------------ | ----------- | ----------- | ------ | ------ |

### Clamart
- Maire sortant : Yves Coscas (LR)
- 45 sièges à pourvoir au conseil municipal (population légale 2022 : 56 882 habitants)
- 1 siège à pourvoir au conseil communautaire (Métropole du Grand Paris)
- Pour mémoire, 11 sièges à pourvoir au conseil de territoire (EPT Vallée Sud Grand Paris)

| Tête de liste            | Tête de liste       | Parti(s) | Nuance | Premier tour | Premier tour | Second tour | Second tour | Sièges | Sièges |
| Tête de liste            | Tête de liste       | Parti(s) | Nuance | Voix         | %            | Voix        | %           | CM     | MGP    |
| ------------------------ | ------------------- | -------- | ------ | ------------ | ------------ | ----------- | ----------- | ------ | ------ |
|                          | Jean-Didier Berger, | LR       |        |              |              |             |             |        |        |
|                          |                     |          |        |              |              |             |             |        |        |
| Exprimés                 |                     |          |        |              |              |             |             |        |        |
| Votes blancs             |                     |          |        |              |              |             |             |        |        |
| Votes nuls               |                     |          |        |              |              |             |             |        |        |
| Total                    | Total               | Total    | Total  |              | 100          |             | 100         | 45     | 1      |
| Absentions               |                     |          |        |              |              |             |             |        |        |
| Inscrits / participation |                     |          |        |              |              |             |             |        |        |

### Clichy
- Maire sortant : Rémi Muzeau (LR-SL)
- 49 sièges à pourvoir au conseil municipal (population légale 2022 : 65 102 habitants)
- 1 siège à pourvoir au conseil communautaire (Métropole du Grand Paris)
- Pour mémoire, 11 sièges à pourvoir au conseil de territoire (EPT Boucle Nord de Seine)

| Tête de liste            | Tête de liste | Parti(s) | Nuance | Premier tour | Premier tour | Second tour | Second tour | Sièges | Sièges |
| Tête de liste            | Tête de liste | Parti(s) | Nuance | Voix         | %            | Voix        | %           | CM     | MGP    |
| ------------------------ | ------------- | -------- | ------ | ------------ | ------------ | ----------- | ----------- | ------ | ------ |
|                          | Rémi Muzeau,  | LR-SL    |        |              |              |             |             |        |        |
|                          |               |          |        |              |              |             |             |        |        |
| Exprimés                 |               |          |        |              |              |             |             |        |        |
| Votes blancs             |               |          |        |              |              |             |             |        |        |
| Votes nuls               |               |          |        |              |              |             |             |        |        |
| Total                    | Total         | Total    | Total  |              | 100          |             | 100         | 49     | 1      |
| Absentions               |               |          |        |              |              |             |             |        |        |
| Inscrits / participation |               |          |        |              |              |             |             |        |        |

### Colombes
- Maire sortant : Patrick Chaimovitch (LÉ)
- 53 sièges à pourvoir au conseil municipal (population légale 2022 : 90 692 habitants)
- 2 sièges à pourvoir au conseil communautaire (Métropole du Grand Paris)
- Pour mémoire, 16 sièges à pourvoir au conseil de territoire (EPT Boucle Nord de Seine)

| Tête de liste            | Tête de liste        | Parti(s) | Nuance | Premier tour | Premier tour | Second tour | Second tour | Sièges | Sièges |
| Tête de liste            | Tête de liste        | Parti(s) | Nuance | Voix         | %            | Voix        | %           | CM     | MGP    |
| ------------------------ | -------------------- | -------- | ------ | ------------ | ------------ | ----------- | ----------- | ------ | ------ |
|                          | Patrick Chaimovitch, | LÉ       |        |              |              |             |             |        |        |
|                          |                      |          |        |              |              |             |             |        |        |
| Exprimés                 |                      |          |        |              |              |             |             |        |        |
| Votes blancs             |                      |          |        |              |              |             |             |        |        |
| Votes nuls               |                      |          |        |              |              |             |             |        |        |
| Total                    | Total                | Total    | Total  |              | 100          |             | 100         | 53     | 2      |
| Absentions               |                      |          |        |              |              |             |             |        |        |
| Inscrits / participation |                      |          |        |              |              |             |             |        |        |

### Courbevoie
- Maire sortant : Jacques Kossowski (LR)
- 53 sièges à pourvoir au conseil municipal (population légale 2022 : 81 945 habitants)
- 2 sièges à pourvoir au conseil communautaire (Métropole du Grand Paris)
- Pour mémoire, 13 sièges à pourvoir au conseil de territoire (EPT Paris Ouest La Défense)

| Tête de liste            | Tête de liste      | Parti(s) | Nuance | Premier tour | Premier tour | Second tour | Second tour | Sièges | Sièges |
| Tête de liste            | Tête de liste      | Parti(s) | Nuance | Voix         | %            | Voix        | %           | CM     | MGP    |
| ------------------------ | ------------------ | -------- | ------ | ------------ | ------------ | ----------- | ----------- | ------ | ------ |
|                          | Jacques Kossowski, | LR       |        |              |              |             |             |        |        |
|                          | Aurélie Taquillain | RE       |        |              |              |             |             |        |        |
|                          |                    |          |        |              |              |             |             |        |        |
| Exprimés                 |                    |          |        |              |              |             |             |        |        |
| Votes blancs             |                    |          |        |              |              |             |             |        |        |
| Votes nuls               |                    |          |        |              |              |             |             |        |        |
| Total                    | Total              | Total    | Total  |              | 100          |             | 100         | 53     | 2      |
| Absentions               |                    |          |        |              |              |             |             |        |        |
| Inscrits / participation |                    |          |        |              |              |             |             |        |        |

### Fontenay-aux-Roses
- Maire sortant : Laurent Vastel (UDI)
- 35 sièges à pourvoir au conseil municipal (population légale 2022 : 24 586 habitants)
- 1 siège à pourvoir au conseil communautaire (Métropole du Grand Paris)
- Pour mémoire, 5 sièges à pourvoir au conseil de territoire (EPT Vallée Sud Grand Paris)

| Tête de liste            | Tête de liste   | Parti(s) | Nuance | Premier tour | Premier tour | Second tour | Second tour | Sièges | Sièges |
| Tête de liste            | Tête de liste   | Parti(s) | Nuance | Voix         | %            | Voix        | %           | CM     | MGP    |
| ------------------------ | --------------- | -------- | ------ | ------------ | ------------ | ----------- | ----------- | ------ | ------ |
|                          | Laurent Vastel, | UDI      |        |              |              |             |             |        |        |
|                          |                 |          |        |              |              |             |             |        |        |
| Exprimés                 |                 |          |        |              |              |             |             |        |        |
| Votes blancs             |                 |          |        |              |              |             |             |        |        |
| Votes nuls               |                 |          |        |              |              |             |             |        |        |
| Total                    | Total           | Total    | Total  |              | 100          |             | 100         | 35     | 1      |
| Absentions               |                 |          |        |              |              |             |             |        |        |
| Inscrits / participation |                 |          |        |              |              |             |             |        |        |

### Garches
- Maire sortante : Jeanne Bécart (LR)
- 33 sièges à pourvoir au conseil municipal (population légale 2022 : 17 705 habitants)
- 1 siège à pourvoir au conseil communautaire (Métropole du Grand Paris)
- Pour mémoire, 3 sièges à pourvoir au conseil de territoire (EPT Paris Ouest La Défense)

| Tête de liste            | Tête de liste  | Parti(s) | Nuance | Premier tour | Premier tour | Second tour | Second tour | Sièges | Sièges |
| Tête de liste            | Tête de liste  | Parti(s) | Nuance | Voix         | %            | Voix        | %           | CM     | MGP    |
| ------------------------ | -------------- | -------- | ------ | ------------ | ------------ | ----------- | ----------- | ------ | ------ |
|                          | Jeanne Bécart, | LR       |        |              |              |             |             |        |        |
|                          |                |          |        |              |              |             |             |        |        |
| Exprimés                 |                |          |        |              |              |             |             |        |        |
| Votes blancs             |                |          |        |              |              |             |             |        |        |
| Votes nuls               |                |          |        |              |              |             |             |        |        |
| Total                    | Total          | Total    | Total  |              | 100          |             | 100         | 33     | 1      |
| Absentions               |                |          |        |              |              |             |             |        |        |
| Inscrits / participation |                |          |        |              |              |             |             |        |        |

### La Garenne-Colombes
- Maire sortante : Monique Raimbault (LR)
- 35 sièges à pourvoir au conseil municipal (population légale 2022 : 29 828 habitants)
- 1 siège à pourvoir au conseil communautaire (Métropole du Grand Paris)
- Pour mémoire, 4 sièges à pourvoir au conseil de territoire (EPT Paris Ouest La Défense)

| Tête de liste            | Tête de liste   | Parti(s) | Nuance | Premier tour | Premier tour | Second tour | Second tour | Sièges | Sièges |
| Tête de liste            | Tête de liste   | Parti(s) | Nuance | Voix         | %            | Voix        | %           | CM     | MGP    |
| ------------------------ | --------------- | -------- | ------ | ------------ | ------------ | ----------- | ----------- | ------ | ------ |
|                          | Philippe Juvin, | LR       |        |              |              |             |             |        |        |
|                          |                 |          |        |              |              |             |             |        |        |
| Exprimés                 |                 |          |        |              |              |             |             |        |        |
| Votes blancs             |                 |          |        |              |              |             |             |        |        |
| Votes nuls               |                 |          |        |              |              |             |             |        |        |
| Total                    | Total           | Total    | Total  |              | 100          |             | 100         | 35     | 1      |
| Absentions               |                 |          |        |              |              |             |             |        |        |
| Inscrits / participation |                 |          |        |              |              |             |             |        |        |

### Gennevilliers
- Maire sortant : Patrice Leclerc (PCF)
- 45 sièges à pourvoir au conseil municipal (population légale 2022 : 50 874 habitants)
- 1 siège à pourvoir au conseil communautaire (Métropole du Grand Paris)
- Pour mémoire, 8 sièges à pourvoir au conseil de territoire (EPT Boucle Nord de Seine)

| Tête de liste            | Tête de liste    | Parti(s) | Nuance | Premier tour | Premier tour | Second tour | Second tour | Sièges | Sièges |
| Tête de liste            | Tête de liste    | Parti(s) | Nuance | Voix         | %            | Voix        | %           | CM     | MGP    |
| ------------------------ | ---------------- | -------- | ------ | ------------ | ------------ | ----------- | ----------- | ------ | ------ |
|                          | Patrice Leclerc, | PCF      |        |              |              |             |             |        |        |
|                          |                  |          |        |              |              |             |             |        |        |
| Exprimés                 |                  |          |        |              |              |             |             |        |        |
| Votes blancs             |                  |          |        |              |              |             |             |        |        |
| Votes nuls               |                  |          |        |              |              |             |             |        |        |
| Total                    | Total            | Total    | Total  |              | 100          |             | 100         | 45     | 1      |
| Absentions               |                  |          |        |              |              |             |             |        |        |
| Inscrits / participation |                  |          |        |              |              |             |             |        |        |

### Issy-les-Moulineaux
- Maire sortant : André Santini (UDI)
- 49 sièges à pourvoir au conseil municipal (population légale 2022 : 67 695 habitants)
- 1 siège à pourvoir au conseil communautaire (Métropole du Grand Paris)
- Pour mémoire, 16 sièges à pourvoir au conseil de territoire (EPT Grand Paris Seine Ouest)

| Tête de liste | Tête de liste | Parti(s) | Nuance | Premier tour | Premier tour | Second tour | Second tour | Sièges | Sièges |
| Tête de liste | Tête de liste | Parti(s) | Nuance | Voix         | %            | Voix        | %           | CM     | MGP    |
| ------------- | ------------- | -------- | ------ | ------------ | ------------ | ----------- | ----------- | ------ | ------ |

### Levallois-Perret
- Maire sortante : Agnès Pottier-Dumas (LR)
- 49 sièges à pourvoir au conseil municipal (population légale 2022 : 68 412 habitants)
- 1 siège à pourvoir au conseil communautaire (Métropole du Grand Paris)
- Pour mémoire, 10 sièges à pourvoir au conseil de territoire (EPT Paris Ouest La Défense)

| Tête de liste            | Tête de liste        | Parti(s) | Nuance | Premier tour | Premier tour | Second tour | Second tour | Sièges | Sièges |
| Tête de liste            | Tête de liste        | Parti(s) | Nuance | Voix         | %            | Voix        | %           | CM     | MGP    |
| ------------------------ | -------------------- | -------- | ------ | ------------ | ------------ | ----------- | ----------- | ------ | ------ |
|                          | Agnès Pottier-Dumas, | LR       |        |              |              |             |             |        |        |
|                          |                      |          |        |              |              |             |             |        |        |
| Exprimés                 |                      |          |        |              |              |             |             |        |        |
| Votes blancs             |                      |          |        |              |              |             |             |        |        |
| Votes nuls               |                      |          |        |              |              |             |             |        |        |
| Total                    | Total                | Total    | Total  |              | 100          |             | 100         | 49     | 1      |
| Absentions               |                      |          |        |              |              |             |             |        |        |
| Inscrits / participation |                      |          |        |              |              |             |             |        |        |

### Malakoff
- Maire sortante : Jacqueline Belhomme (PCF), ne se représente pas[2].
- 39 sièges à pourvoir au conseil municipal (population légale 2022 : 30 183 habitants)
- 1 siège à pourvoir au conseil communautaire (Métropole du Grand Paris)
- Pour mémoire, 6 sièges à pourvoir au conseil de territoire (EPT Vallée Sud Grand Paris)

| Tête de liste            | Tête de liste  | Parti(s) | Nuance | Premier tour | Premier tour | Second tour | Second tour | Sièges | Sièges |
| Tête de liste            | Tête de liste  | Parti(s) | Nuance | Voix         | %            | Voix        | %           | CM     | MGP    |
| ------------------------ | -------------- | -------- | ------ | ------------ | ------------ | ----------- | ----------- | ------ | ------ |
|                          | Sonia Figuères | PCF      |        |              |              |             |             |        |        |
|                          |                |          |        |              |              |             |             |        |        |
| Exprimés                 |                |          |        |              |              |             |             |        |        |
| Votes blancs             |                |          |        |              |              |             |             |        |        |
| Votes nuls               |                |          |        |              |              |             |             |        |        |
| Total                    | Total          | Total    | Total  |              | 100          |             | 100         | 39     | 1      |
| Absentions               |                |          |        |              |              |             |             |        |        |
| Inscrits / participation |                |          |        |              |              |             |             |        |        |

### Marnes-la-Coquette
- Maire sortante : Christiane Barody-Weiss (DVD)
- 19 sièges à pourvoir au conseil municipal (population légale 2022 : 1 758 habitants)
- 1 siège à pourvoir au conseil communautaire (Métropole du Grand Paris)
- Pour mémoire, 1 siège à pourvoir au conseil de territoire (EPT Grand Paris Seine Ouest)

| Tête de liste            | Tête de liste            | Parti(s) | Nuance | Premier tour | Premier tour | Second tour | Second tour | Sièges | Sièges |
| Tête de liste            | Tête de liste            | Parti(s) | Nuance | Voix         | %            | Voix        | %           | CM     | MGP    |
| ------------------------ | ------------------------ | -------- | ------ | ------------ | ------------ | ----------- | ----------- | ------ | ------ |
|                          | Christiane Barody-Weiss, | DVD      |        |              |              |             |             |        |        |
|                          |                          |          |        |              |              |             |             |        |        |
| Exprimés                 |                          |          |        |              |              |             |             |        |        |
| Votes blancs             |                          |          |        |              |              |             |             |        |        |
| Votes nuls               |                          |          |        |              |              |             |             |        |        |
| Total                    | Total                    | Total    | Total  |              | 100          |             | 100         | 19     | 1      |
| Absentions               |                          |          |        |              |              |             |             |        |        |
| Inscrits / participation |                          |          |        |              |              |             |             |        |        |

### Meudon
- Maire sortant : Denis Larghero (UDI)
- 43 sièges à pourvoir au conseil municipal (population légale 2022 : 46 722 habitants)
- 1 siège à pourvoir au conseil communautaire (Métropole du Grand Paris)
- Pour mémoire, 10 sièges à pourvoir au conseil de territoire (EPT Grand Paris Seine Ouest)

| Tête de liste            | Tête de liste   | Parti(s) | Nuance | Premier tour | Premier tour | Second tour | Second tour | Sièges | Sièges |
| Tête de liste            | Tête de liste   | Parti(s) | Nuance | Voix         | %            | Voix        | %           | CM     | MGP    |
| ------------------------ | --------------- | -------- | ------ | ------------ | ------------ | ----------- | ----------- | ------ | ------ |
|                          | Denis Larghero, | UDI      |        |              |              |             |             |        |        |
|                          |                 |          |        |              |              |             |             |        |        |
| Exprimés                 |                 |          |        |              |              |             |             |        |        |
| Votes blancs             |                 |          |        |              |              |             |             |        |        |
| Votes nuls               |                 |          |        |              |              |             |             |        |        |
| Total                    | Total           | Total    | Total  |              | 100          |             | 100         | 43     | 1      |
| Absentions               |                 |          |        |              |              |             |             |        |        |
| Inscrits / participation |                 |          |        |              |              |             |             |        |        |

### Montrouge
- Maire sortant : Étienne Lengereau (UDI)
- 43 sièges à pourvoir au conseil municipal (population légale 2022 : 46 273 habitants)
- 1 siège à pourvoir au conseil communautaire (Métropole du Grand Paris)
- Pour mémoire, 10 sièges à pourvoir au conseil de territoire (EPT Vallée Sud Grand Paris)

| Tête de liste            | Tête de liste      | Parti(s) | Nuance | Premier tour | Premier tour | Second tour | Second tour | Sièges | Sièges |
| Tête de liste            | Tête de liste      | Parti(s) | Nuance | Voix         | %            | Voix        | %           | CM     | MGP    |
| ------------------------ | ------------------ | -------- | ------ | ------------ | ------------ | ----------- | ----------- | ------ | ------ |
|                          | Étienne Lengereau, | UDI      |        |              |              |             |             |        |        |
|                          |                    |          |        |              |              |             |             |        |        |
| Exprimés                 |                    |          |        |              |              |             |             |        |        |
| Votes blancs             |                    |          |        |              |              |             |             |        |        |
| Votes nuls               |                    |          |        |              |              |             |             |        |        |
| Total                    | Total              | Total    | Total  |              | 100          |             | 100         | 43     | 1      |
| Absentions               |                    |          |        |              |              |             |             |        |        |
| Inscrits / participation |                    |          |        |              |              |             |             |        |        |

### Nanterre
- Maire sortant : Raphaël Adam (DVG)
- 53 sièges à pourvoir au conseil municipal (population légale 2022 : 98 119 habitants)
- 2 sièges à pourvoir au conseil communautaire (Métropole du Grand Paris)
- Pour mémoire, 16 sièges à pourvoir au conseil de territoire (EPT Paris Ouest La Défense)

| Tête de liste            | Tête de liste   | Parti(s) | Nuance | Premier tour | Premier tour | Second tour | Second tour | Sièges | Sièges |
| Tête de liste            | Tête de liste   | Parti(s) | Nuance | Voix         | %            | Voix        | %           | CM     | MGP    |
| ------------------------ | --------------- | -------- | ------ | ------------ | ------------ | ----------- | ----------- | ------ | ------ |
|                          | Raphaël Adam,   | DVG      |        |              |              |             |             |        |        |
|                          | Faysal Meneceur | UDI      |        |              |              |             |             |        |        |
|                          |                 |          |        |              |              |             |             |        |        |
| Exprimés                 |                 |          |        |              |              |             |             |        |        |
| Votes blancs             |                 |          |        |              |              |             |             |        |        |
| Votes nuls               |                 |          |        |              |              |             |             |        |        |
| Total                    | Total           | Total    | Total  |              | 100          |             | 100         | 53     | 2      |
| Absentions               |                 |          |        |              |              |             |             |        |        |
| Inscrits / participation |                 |          |        |              |              |             |             |        |        |

### Neuilly-sur-Seine
- Maire sortant : Jean-Christophe Fromantin (TEM)
- 45 sièges à pourvoir au conseil municipal (population légale 2022 : 59 200 habitants)
- 1 siège à pourvoir au conseil communautaire (Métropole du Grand Paris)
- Pour mémoire, 10 sièges à pourvoir au conseil de territoire (EPT Paris Ouest La Défense)

| Tête de liste            | Tête de liste              | Parti(s) | Nuance | Premier tour | Premier tour | Second tour | Second tour | Sièges | Sièges |
| Tête de liste            | Tête de liste              | Parti(s) | Nuance | Voix         | %            | Voix        | %           | CM     | MGP    |
| ------------------------ | -------------------------- | -------- | ------ | ------------ | ------------ | ----------- | ----------- | ------ | ------ |
|                          | Jean-Christophe Fromantin, | TEM      |        |              |              |             |             |        |        |
|                          | Benoît Aguelon             | LR       |        |              |              |             |             |        |        |
|                          |                            |          |        |              |              |             |             |        |        |
| Exprimés                 |                            |          |        |              |              |             |             |        |        |
| Votes blancs             |                            |          |        |              |              |             |             |        |        |
| Votes nuls               |                            |          |        |              |              |             |             |        |        |
| Total                    | Total                      | Total    | Total  |              | 100          |             | 100         | 45     | 1      |
| Absentions               |                            |          |        |              |              |             |             |        |        |
| Inscrits / participation |                            |          |        |              |              |             |             |        |        |

### Le Plessis-Robinson
- Maire sortant : Philippe Pemezec (LR)
- 35 sièges à pourvoir au conseil municipal (population légale 2022 : 28 893 habitants)
- 1 siège à pourvoir au conseil communautaire (Métropole du Grand Paris)
- Pour mémoire, 5 sièges à pourvoir au conseil de territoire (EPT Vallée Sud Grand Paris)

| Tête de liste | Tête de liste | Parti(s) | Nuance | Premier tour | Premier tour | Second tour | Second tour | Sièges | Sièges |
| Tête de liste | Tête de liste | Parti(s) | Nuance | Voix         | %            | Voix        | %           | CM     | MGP    |
| ------------- | ------------- | -------- | ------ | ------------ | ------------ | ----------- | ----------- | ------ | ------ |

### Puteaux
- Maire sortante : Joëlle Ceccaldi-Raynaud (LR)
- 43 sièges à pourvoir au conseil municipal (population légale 2022 : 44 198 habitants)
- 1 siège à pourvoir au conseil communautaire (Métropole du Grand Paris)
- Pour mémoire, 7 sièges à pourvoir au conseil de territoire (EPT Paris Ouest La Défense)

| Tête de liste | Tête de liste | Parti(s) | Nuance | Premier tour | Premier tour | Second tour | Second tour | Sièges | Sièges |
| Tête de liste | Tête de liste | Parti(s) | Nuance | Voix         | %            | Voix        | %           | CM     | MGP    |
| ------------- | ------------- | -------- | ------ | ------------ | ------------ | ----------- | ----------- | ------ | ------ |

### Rueil-Malmaison
- Maire sortant : Patrick Ollier (LR)
- 53 sièges à pourvoir au conseil municipal (population légale 2022 : 80 842 habitants)
- 2 sièges à pourvoir au conseil communautaire (Métropole du Grand Paris)
- Pour mémoire, 13 sièges à pourvoir au conseil de territoire (EPT Paris Ouest La Défense)

| Tête de liste | Tête de liste | Parti(s) | Nuance | Premier tour | Premier tour | Second tour | Second tour | Sièges | Sièges |
| Tête de liste | Tête de liste | Parti(s) | Nuance | Voix         | %            | Voix        | %           | CM     | MGP    |
| ------------- | ------------- | -------- | ------ | ------------ | ------------ | ----------- | ----------- | ------ | ------ |

### Saint-Cloud
- Maire sortant : Éric Berdoati (DVD)
- 35 sièges à pourvoir au conseil municipal (population légale 2022 : 29 859 habitants)
- 1 siège à pourvoir au conseil communautaire (Métropole du Grand Paris)
- Pour mémoire, 5 sièges à pourvoir au conseil de territoire (EPT Paris Ouest La Défense)

| Tête de liste | Tête de liste | Parti(s) | Nuance | Premier tour | Premier tour | Second tour | Second tour | Sièges | Sièges |
| Tête de liste | Tête de liste | Parti(s) | Nuance | Voix         | %            | Voix        | %           | CM     | MGP    |
| ------------- | ------------- | -------- | ------ | ------------ | ------------ | ----------- | ----------- | ------ | ------ |

### Sceaux
- Maire sortant : Philippe Laurent (UDI)
- 35 sièges à pourvoir au conseil municipal (population légale 2022 : 20 740 habitants)
- 1 siège à pourvoir au conseil communautaire (Métropole du Grand Paris)
- Pour mémoire, 4 sièges à pourvoir au conseil de territoire (EPT Vallée Sud Grand Paris)

| Tête de liste            | Tête de liste     | Parti(s) | Nuance | Premier tour | Premier tour | Second tour | Second tour | Sièges | Sièges |
| Tête de liste            | Tête de liste     | Parti(s) | Nuance | Voix         | %            | Voix        | %           | CM     | MGP    |
| ------------------------ | ----------------- | -------- | ------ | ------------ | ------------ | ----------- | ----------- | ------ | ------ |
|                          | Philippe Laurent, | UDI      |        |              |              |             |             |        |        |
|                          |                   |          |        |              |              |             |             |        |        |
| Exprimés                 |                   |          |        |              |              |             |             |        |        |
| Votes blancs             |                   |          |        |              |              |             |             |        |        |
| Votes nuls               |                   |          |        |              |              |             |             |        |        |
| Total                    | Total             | Total    | Total  |              | 100          |             | 100         | 35     | 1      |
| Absentions               |                   |          |        |              |              |             |             |        |        |
| Inscrits / participation |                   |          |        |              |              |             |             |        |        |

### Sèvres
- Maire sortant : Grégoire de La Roncière (DVD)
- 35 sièges à pourvoir au conseil municipal (population légale 2022 : 22 782 habitants)
- 1 siège à pourvoir au conseil communautaire (Métropole du Grand Paris)
- Pour mémoire, 5 sièges à pourvoir au conseil de territoire (EPT Grand Paris Seine Ouest)

| Tête de liste            | Tête de liste            | Parti(s) | Nuance | Premier tour | Premier tour | Second tour | Second tour | Sièges | Sièges |
| Tête de liste            | Tête de liste            | Parti(s) | Nuance | Voix         | %            | Voix        | %           | CM     | MGP    |
| ------------------------ | ------------------------ | -------- | ------ | ------------ | ------------ | ----------- | ----------- | ------ | ------ |
|                          | Grégoire de La Roncière, | DVD      |        |              |              |             |             |        |        |
|                          |                          |          |        |              |              |             |             |        |        |
| Exprimés                 |                          |          |        |              |              |             |             |        |        |
| Votes blancs             |                          |          |        |              |              |             |             |        |        |
| Votes nuls               |                          |          |        |              |              |             |             |        |        |
| Total                    | Total                    | Total    | Total  |              | 100          |             | 100         | 35     | 1      |
| Absentions               |                          |          |        |              |              |             |             |        |        |
| Inscrits / participation |                          |          |        |              |              |             |             |        |        |

### Suresnes
- Maire sortant : Guillaume Boudy (HOR)
- 43 sièges à pourvoir au conseil municipal (population légale 2022 : 48 932 habitants)
- 1 siège à pourvoir au conseil communautaire (Métropole du Grand Paris)
- Pour mémoire, 8 sièges à pourvoir au conseil de territoire (EPT Paris Ouest La Défense)

| Tête de liste            | Tête de liste    | Parti(s) | Nuance | Premier tour | Premier tour | Second tour | Second tour | Sièges | Sièges |
| Tête de liste            | Tête de liste    | Parti(s) | Nuance | Voix         | %            | Voix        | %           | CM     | MGP    |
| ------------------------ | ---------------- | -------- | ------ | ------------ | ------------ | ----------- | ----------- | ------ | ------ |
|                          | Guillaume Boudy, | HOR      |        |              |              |             |             |        |        |
|                          |                  |          |        |              |              |             |             |        |        |
| Exprimés                 |                  |          |        |              |              |             |             |        |        |
| Votes blancs             |                  |          |        |              |              |             |             |        |        |
| Votes nuls               |                  |          |        |              |              |             |             |        |        |
| Total                    | Total            | Total    | Total  |              | 100          |             | 100         | 43     | 1      |
| Absentions               |                  |          |        |              |              |             |             |        |        |
| Inscrits / participation |                  |          |        |              |              |             |             |        |        |

### Vanves
- Maire sortant : Bernard Gauducheau (UDI)
- 35 sièges à pourvoir au conseil municipal (population légale 2022 : 28 507 habitants)
- 1 siège à pourvoir au conseil communautaire (Métropole du Grand Paris)
- Pour mémoire, 5 sièges à pourvoir au conseil de territoire (EPT Grand Paris Seine Ouest)

| Tête de liste            | Tête de liste       | Parti(s) | Nuance | Premier tour | Premier tour | Second tour | Second tour | Sièges | Sièges |
| Tête de liste            | Tête de liste       | Parti(s) | Nuance | Voix         | %            | Voix        | %           | CM     | MGP    |
| ------------------------ | ------------------- | -------- | ------ | ------------ | ------------ | ----------- | ----------- | ------ | ------ |
|                          | Bernard Gauducheau, | UDI      |        |              |              |             |             |        |        |
|                          |                     |          |        |              |              |             |             |        |        |
| Exprimés                 |                     |          |        |              |              |             |             |        |        |
| Votes blancs             |                     |          |        |              |              |             |             |        |        |
| Votes nuls               |                     |          |        |              |              |             |             |        |        |
| Total                    | Total               | Total    | Total  |              | 100          |             | 100         | 35     | 1      |
| Absentions               |                     |          |        |              |              |             |             |        |        |
| Inscrits / participation |                     |          |        |              |              |             |             |        |        |

### Vaucresson
- Maire sortante : Véronique Jacqueline-Colas (SE)
- 29 sièges à pourvoir au conseil municipal (population légale 2022 : 8 506 habitants)
- 1 siège à pourvoir au conseil communautaire (Métropole du Grand Paris)
- Pour mémoire, 1 siège à pourvoir au conseil de territoire (EPT Paris Ouest La Défense)

| Tête de liste            | Tête de liste               | Parti(s) | Nuance | Premier tour | Premier tour | Second tour | Second tour | Sièges | Sièges |
| Tête de liste            | Tête de liste               | Parti(s) | Nuance | Voix         | %            | Voix        | %           | CM     | MGP    |
| ------------------------ | --------------------------- | -------- | ------ | ------------ | ------------ | ----------- | ----------- | ------ | ------ |
|                          | Véronique Jacqueline-Colas, | SE       |        |              |              |             |             |        |        |
|                          |                             |          |        |              |              |             |             |        |        |
| Exprimés                 |                             |          |        |              |              |             |             |        |        |
| Votes blancs             |                             |          |        |              |              |             |             |        |        |
| Votes nuls               |                             |          |        |              |              |             |             |        |        |
| Total                    | Total                       | Total    | Total  |              | 100          |             | 100         | 29     | 1      |
| Absentions               |                             |          |        |              |              |             |             |        |        |
| Inscrits / participation |                             |          |        |              |              |             |             |        |        |

### Ville-d'Avray
- Maire sortante : Aline de Marcillac (SE)
- 33 sièges à pourvoir au conseil municipal (population légale 2022 : 10 871 habitants)
- 1 siège à pourvoir au conseil communautaire (Métropole du Grand Paris)
- Pour mémoire, 2 sièges à pourvoir au conseil de territoire (EPT Grand Paris Seine Ouest)

| Tête de liste            | Tête de liste       | Parti(s) | Nuance | Premier tour | Premier tour | Second tour | Second tour | Sièges | Sièges |
| Tête de liste            | Tête de liste       | Parti(s) | Nuance | Voix         | %            | Voix        | %           | CM     | MGP    |
| ------------------------ | ------------------- | -------- | ------ | ------------ | ------------ | ----------- | ----------- | ------ | ------ |
|                          | Aline de Marcillac, | SE       |        |              |              |             |             |        |        |
|                          |                     |          |        |              |              |             |             |        |        |
| Exprimés                 |                     |          |        |              |              |             |             |        |        |
| Votes blancs             |                     |          |        |              |              |             |             |        |        |
| Votes nuls               |                     |          |        |              |              |             |             |        |        |
| Total                    | Total               | Total    | Total  |              | 100          |             | 100         | 33     | 1      |
| Absentions               |                     |          |        |              |              |             |             |        |        |
| Inscrits / participation |                     |          |        |              |              |             |             |        |        |

### Villeneuve-la-Garenne
- Maire sortant : Pascal Pelain (UDI)
- 35 sièges à pourvoir au conseil municipal (population légale 2022 : 25 566 habitants)
- 1 siège à pourvoir au conseil communautaire (Métropole du Grand Paris)
- Pour mémoire, 4 sièges à pourvoir au conseil de territoire (EPT Boucle Nord de Seine)

| Tête de liste            | Tête de liste  | Parti(s) | Nuance | Premier tour | Premier tour | Second tour | Second tour | Sièges | Sièges |
| Tête de liste            | Tête de liste  | Parti(s) | Nuance | Voix         | %            | Voix        | %           | CM     | MGP    |
| ------------------------ | -------------- | -------- | ------ | ------------ | ------------ | ----------- | ----------- | ------ | ------ |
|                          | Pascal Pelain, | UDI      |        |              |              |             |             |        |        |
|                          |                |          |        |              |              |             |             |        |        |
| Exprimés                 |                |          |        |              |              |             |             |        |        |
| Votes blancs             |                |          |        |              |              |             |             |        |        |
| Votes nuls               |                |          |        |              |              |             |             |        |        |
| Total                    | Total          | Total    | Total  |              | 100          |             | 100         | 35     | 1      |
| Absentions               |                |          |        |              |              |             |             |        |        |
| Inscrits / participation |                |          |        |              |              |             |             |        |        |